# 卵化石

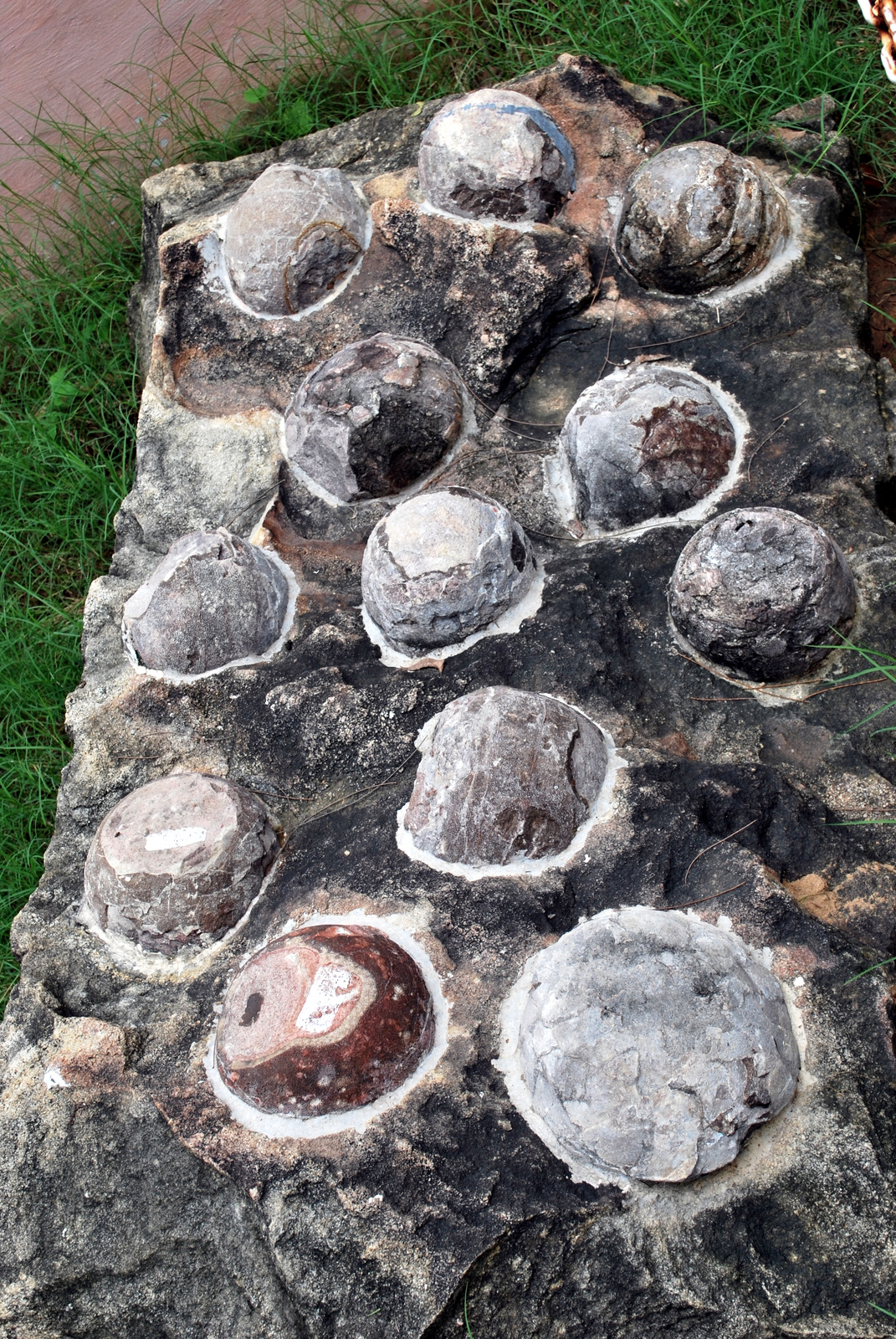
恐竜の卵の化石（インドローダ恐竜と化石公園にて展示）

卵化石（らんかせき）とは、古代の動物が産卵した卵が化石化したものである。卵化石は動物の生理学上のプロセスの証拠として、生痕化石の典型として考えられている。まれな状況下では、卵化石は、内部に成長した胚の化石が保存されている場合もあり、その場合、それらは体化石に含まれている。多種多様な動物群が産卵した卵化石の記録は古生代に始まり、その記録は現在保存されている。例としては、アンモナイトのような無脊椎動物だけでなく、魚類、両生類、爬虫類のような脊椎動物が含まれている。爬虫類には、中生代の地層から発掘された多くの恐竜の卵が含まれている。それぞれの卵化石を産卵した生物は、しばしば不明であるため、科学者たちは、リンネが考案したリンネ式分類法から切り離し、後にそのリンネ式分類法を模倣した分類システムで卵を分類した。このパラタクソノミ（parataxonomy）はveterovataと呼ばれている。

## 歴史
初めて学名をつけられた oospecies は、Oolithes bathonicaeであり、J.バックマンによって暫定的につけられた。バックマンは、その卵の集合は、テレオサウルスによって産卵されたものであると考えていた。しかし、現代の科学者たちは、これらの卵を産卵した爬虫類の種類を決定することがもはや不可能であると考えている。 1859年、初めて科学的に文献に記録された恐竜の卵化石は、Father Jean-Jacques Poechであり、南フランスにてカトリック祭司が発見し、アマチュア博物学者が命名した。しかしそのアマチュア博物学者は、それらが巨大な鳥が産卵した物と考えていた。
初めて科学的に認識された恐竜の卵化石は、1923年にアメリカ自然史博物館のクルーらによって偶然発見された。彼らは、モンゴルにて初期の人類の証拠を探していた最中に発見した。卵の発見は、世界中でマウントされ続け、複数の競合する分類体系の発展につながった。1975年、中国の古生物学者である趙資奎は、産卵した母親を仮説していくよりむしろ物理的な形質に基づいて卵を分類するという伝統的なリンネ式システムを基にしたparataxonomyを発展させたシステムにより卵化石を分類するという画期的な方法で分類を始めた。趙が考案した卵の新しい分類方法は、言語の壁のために西洋の科学者らには採用されなかった。しかし、1990年代初頭、ロシアの古生物学者であるコンスタンチンミハイロフが英語の科学文献にて趙の分類方法に注目した。

## 多様性

### 無脊椎動物
無脊椎動物の卵化石は、化石記録から知られてる。なかでもそれらは古代の頭足類が産卵したものである。アンモナイトの卵は、最もよく知られた頭足類の卵化石である。最も保存状態によいアンモナイトの卵化石が、イングランドのジュラ紀のキムメリッジ粘土層の中で保存されていた。しかし、頭足類の卵は、柔らかくゼラチン状の卵はすぐに分解してしまうので、化石化する機会がほとんどなかったので化石記録は乏しい。中生代、頭足類のもう一つの主要なグループであるベレムナイト類は、卵化石として記録された文献がまったくない。これは、化石記録が実際に存在しなかったのではなく、科学者がそれらを適切に調査されなかったかもしれない。

### 魚類および両生類
魚類の卵化石の記録は、少なくともデボン紀と新生代にまたがる時代までさかのぼる。多くの異なった魚類の卵は、肉鰭綱、板皮類、およびサメを含む魚類の記録に貢献した。ときどき、母親の体内に止まったままの卵や胚の化石も存在している。いくつかの卵化石は、両生類が産卵したものとはっきり区別することはできない。 いくつかの魚類や両生類の卵化石がMazonova、 Archaeoovulus、Chimaerotheca、Fayolia、Vetacapsulaを含むichnogeneraに分類されている

### 爬虫類
爬虫類の卵化石の記録は、少なくともペルム紀前期まで遡る。最も古い爬虫類の卵は、おそらく保存の可能性を持った少し柔らかい殻持っていたので、爬虫類の卵は、その化石記録よりもはるかに過去のものであるかもしれない。多くの古代の爬虫類群には、ワニ、恐竜、カメがあることが卵化石から知られている。魚竜やプレシオサウルス のようないくつかの古代の爬虫類は、胎生出産していたと知られているので、卵化石が残されていると予想していない。恐竜の卵は化石爬虫類の卵の中で最もよく知られている種類の一つである。

## 分類学
卵化石はveterovataと呼ばれるパラタクソノミ（parataxonomy）システムに沿って分類されている。生物の系統学的分類体系に、卵科oofamilies、卵属oogenera、卵種oospecies（総称してootaxaと知られている）の3つの大きなカテゴリーがある。 oogeneraとoofamiliesの名前は、慣習的に「石の卵」を意味する語根 「oolithus」が含まれているが、いつもこの規則に従っているとは限らない。それらは、以下のいくつかの基本的なタイプに分かれている：Testudoid、Geckoid、Crocodiloid、Dinosauroid-spherulitic、Dinosauroid-prismatic、Ornithid

Veterovataは、常に産卵した動物の分類を反映するのではないことに留意すべきである。

### パラタクソノミ
Veterovataのoogenus レベルのパラタクソノミ（parataxonomy）は、Testudoidについては、Lawver and Jackson (2014)、Geckonoid の卵については、Hirsch (1996)、その他の特に注記されていないものについてはMikhailov et al. (1996)による。
Testudoid
- Spheruflexibilis 形態型
  - Oofamily Testudoflexoolithidae
    - Testudoflexoolithus[13]
- Spherurigidis 形態型
  - Oofamily Testudoolithidae[13]
    - Testudoolithus
    - Emydoolithus[14]
    - Haininchelys
    - Chelonoolithus

Geckonoid
- Geckonoid 形態型
  - Oofamily Gekkoolithidae
    - Gekkoolithus
    - Gekkonidovum[2]

Crocodiloid
- Oofamily Krokolithidae
  - Bauruoolithus[15]
  - Krokolithes

Dinosauroid-spherulitic
- Placoolithus
- Sphaerovum
- Stromatoolithus
- Tacuarembovum
- Oofamily Cairanoolithidae
  - Cairanoolithus[16]
- Oofamily Stalicoolithidae[17]
  - Coralloidoolithus[17]
  - Shixingoolithus[17]
  - Stalicoolithus[17]
- Oofamily Spheroolithidae

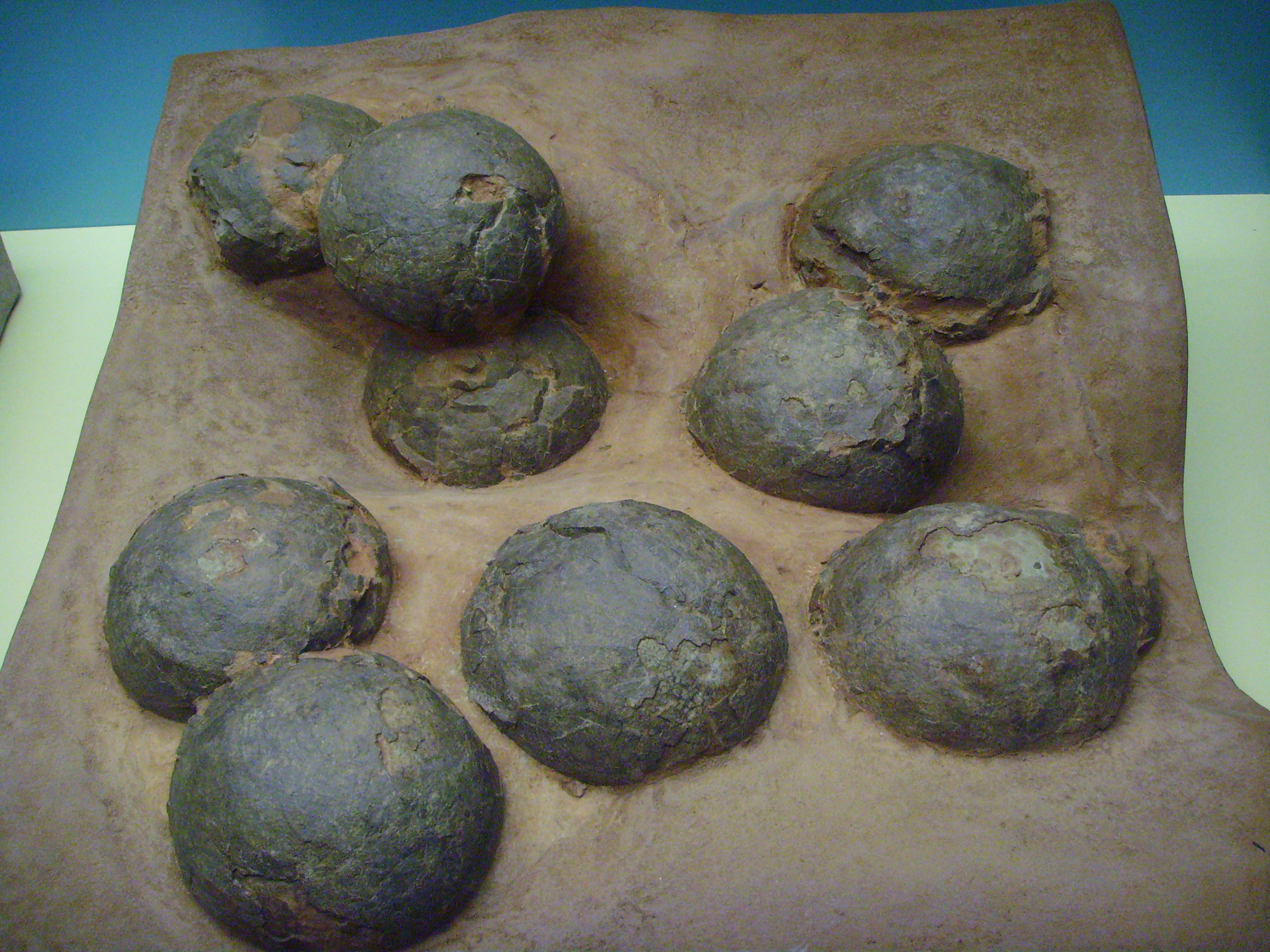
Oolithes spheroides

- - Guegoolithus[18]
  - Spheroolithus
  - Paraspheroolithus
- Oofamily Phaceloolithidae
  - Phaceloolithus
- Oofamily Ovaloolithidae
  - Ovaloolithus
- Oofamily Megaloolithidae
  - Megaloolithus
  - Pseudomegaloolithus[19]
- Oofamily Similifaveoloolithidae[20]
  - Similifaveoloolithus[20]
- Oofamily Faveoloolithidae
  - Faveoloolithus
  - Hemifaveoloolithus[20]
  - Parafaveoloolithus[20]
- Oofamily Youngoolithidae[21]
  - Youngoolithus
- Oofamily Dendroolithidae
  - Dendroolithus
- Oofamily Dictyoolithidae
  - Dictyoolithus
  - Paradictyoolithus
  - Protodictyoolithus
- Oofamily Polyclonoolithidae
  - Polyclonoolithus[22]

Dinosauroid-prismatic
- Pseudogeckoolithus[19]
- Oofamily Arriagadoolithidae[23]
  - Arriagadoolithus[23]
  - Triprismatoolithus[24]
- Oofamily Prismatoolithidae
  - Preprismatoolithus
  - Prismatoolithus
  - Protoceratopsidovum
  - Sankofa[25]
  - Spheruprismatoolithus[26]
  - Trigonoolithus[27]

Ornithoid
- Ornithoid-ratite 形態型
  - Ageroolithus[19]
  - Diamantornis
  - Ornitholithus
  - Reticuloolithus[28]
  - Struthiolithus
  - Tristraguloolithus[29]
  - Tubercuoolithus[24]
  - Oofamily Elongatoolithidae
    - Continuoolithus[29][30]
    - Ellipsoolithus
    - ElongatoolithusDendroolithus の化石の卵

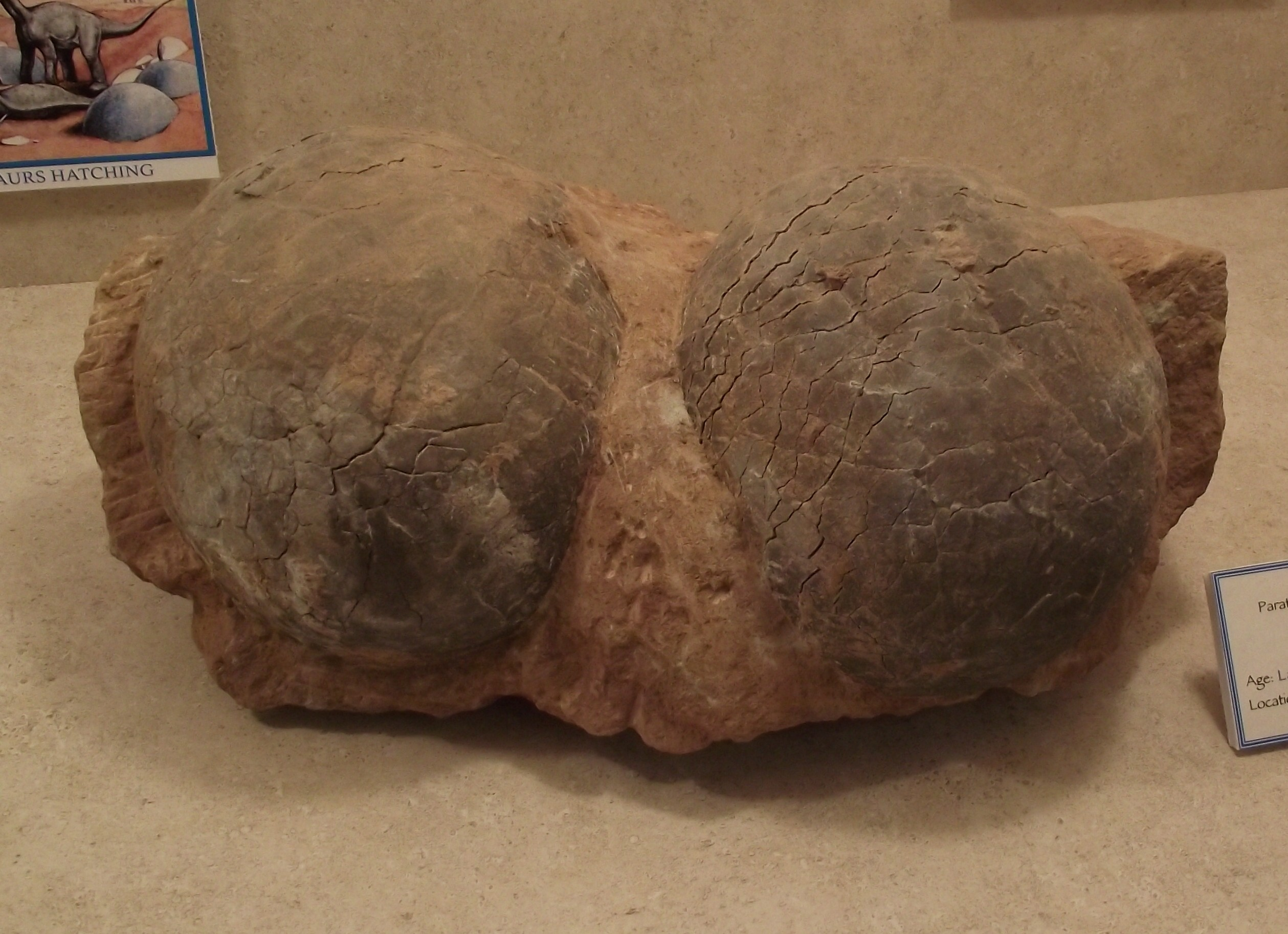
Dendroolithus の化石の卵

    - Heishanoolithus[30]
    - Macroelongatoolithus[31]
    - Macroolithus
    - Nanhsiungoolithus
    - Paraelongatoolithus[30]
    - Porituberoolithus[29][30]
    - Rodolphoolithus[19]
    - Spongioolithus[26]
    - Trachoolithus
    - Undulatoolithus[32]

  - Oofamily Laevisoolithidae
    - Laevisoolithus
    - Subtiliolithus
    - Tipoolithus[33]

  - Oofamily Medioolithidae
    - Incognitoolithus[34]
    - Microolithus[34]
    - Mediolithus

  - Oofamily Montanoolithidae[35]
    - Montanoolithus[35]

  - Oofamily Oblongoolithidae[3]
    - Oblongoolithus[3]
- Ornithoid-prismatic Morphotype
  - Dispersituberoolithus[29]
  - Oofamily Gobioolithidae[26]
    - Gobioolithus[36]

Incertae sedis
- Oolithes
- Metoolithus[34]
- Mosaicoolithus[20]
- Mycomorphoolithus[37]
- Nipponoolithus[38]
- Parvoblongoolithus[39]
- Parvoolithus[40]
- Styloolithus[36]